# Харай, Бела
Бела Харай (венг. Háray Béla; 25 марта 1915, Будапешт — 9 марта 1988, Будапешт) — венгерский хоккеист на траве и с шайбой, нападающий. Участник зимних Олимпийских игр 1936 года и летних Олимпийских игр 1936 года.

## Биография
Бела Харай родился 25 марта 1915 года в австро-венгерском городе Будапешт (сейчас в Венгрии).
Первоначально хотел стать футболистом, однако с этим не были согласны его родители, считавшие футбол слишком грубой игрой. Тем не менее от играл за будапештский БЕАК, с которым дважды выигрывал чемпионат Венгрии среди колледжей.
Играл в хоккей с шайбой и хоккей на траве за будапештские ББТЕ (1931—1944), «Ференцварош» / ЭДОСЗ / «Кинижи» (1945—1953), «Пошташ» (1953—1955) и «Вашуташ» (1956—1958). 
В хоккее с шайбой выиграл 12 золотых медалей чемпионата Венгрии. В 1932—1941 годах выступал за сборную Венгрии, провёл 33 матча, набрал 14 (11+3) очков. В 1933 году впервые был приглашён в сборную Венгрии на чемпионат мира , но не смог отправиться в поездку, поскольку не сумел отпроситься с работы. В 1934—1939 годах участвовал в чемпионатах мира: в 1934 году в Милане венгры заняли 6-е место, в 1935 году в Давосе — 12-е место, в 1936 году в Гармиш-Партенкирхене — 7-8-е места, в 1937 году в Лондоне — 5-е, в 1938 году в Праге — 7-9-е места, в 1939 году в Швейцарии — 7-е. 
Трижды завоёвывал медали университетских чемпионатов мира по хоккею с шайбой: золотые в 1935 и 1937 годах, серебряную в 1939 году.
Четырёхкратный чемпион Венгрии по хоккею на траве (1941, 1943, 1951 — как играющий тренер, 1957). 
В 1936 году вошёл в состав сборной Венгрии по хоккею с шайбой на зимних Олимпийских играх в Гармиш-Партенкирхене, поделившей 7-8-е места. Играл на позиции нападающего, провёл 5 матчей, забросил 4 шайбы в ворота сборной Бельгии.
В 1936 году вошёл в состав сборной Венгрии по хоккею на траве на летних Олимпийских играх в Берлине, поделившей 7-9-е места. Играл на позиции нападающего, провёл 4 матча, забил 2 мяча (по одному в ворота сборных Японии и США).
В 1934—1946 годах провёл 50 матчей за сборную Венгрии по хоккею на траве.
Работал тренером по хоккею на траве, в 1956—1968 и в 1974 году возглавлял «Вашуташ». 
В 1949—1980 годах работал смотрителем Академического издательства.
Умер 9 марта 1988 года в Будапеште.

## Память
Входит в Зал славы венгерского хоккея.